# Tretia liha ukraińska w piłce nożnej mężczyzn
Tretia liha (ukr. Третя ліга, dosł. Trzecia liga) – czwarty poziom w hierarchii ligowych rozgrywek w piłce nożnej mężczyzn na Ukrainie. Utworzona latem 1992 roku i zarządzana przez Ukraiński Związek Piłki Nożnej (FFU). Do sezonu 1994/95 nazywana Perechidna liha. Zmagania w jej ramach toczyły się cyklicznie (co sezon) w systemie mecz i rewanż. Przeznaczone są dla 16 ukraińskich klubów piłkarskich. Najlepsze ligowe drużyny awansowały do Druhiej Lihi, a ostatnie zespoły spadały do Amatorskiej Lihi. Po zakończeniu sezonu 1994/95 liga została zlikwidowana.
Najbardziej utytułowanymi drużynami ligi są kluby Naftochimik Krzemieńczuk, Sirius Żółte Wody i CSKA Kijów, które zdobyły po 1 tytule mistrzowskim.

## Historia
Jej początki sięgają 1992 roku po tym, jak 10 spadkowiczów z Perechidnej Lihi oraz 8 nowych zespołów utworzyli "Perechidnu Lihu". W sezonie 1994/95 Perechidna Liha zmieniła nazwę na Tretia Liha. To był ostatni sezon ligi. Od następnego sezonu rozgrywki prowadzone w 3 ligach:
- Wyszcza Liha
- Persza Liha
- Druha Liha

## Medaliści ligi
Kluby które awansowały do Druhiej lihi są zaznaczone czcionką pogrubioną.
| Sezon                                 | Gr. | K | K | T | Mistrz                   | Wicemistrz       | III miejsce          | Br. | Król strzelców                                                                                            | Uwagi     |
| Perechidna liha (ukr. Перехідна ліга) |     |   |   |   |                          |                  |                      |     | |           |
| 1992/93                               |     |   |   | 1 | Naftochimik Krzemieńczuk | Dynamo Ługańsk   | Antracyt Kirowskie   | 14  | Ołeh Hołubiew (Antracyt Kirowskie), Kostiantyn Pinczuk (Dynamo Ługańsk), Zamir Selimow (Frunzeneć Frunze) | 18 klubów |
| 1993/94                               |     |   |   | 1 | Sirius Żółte Wody        | Frunzeneć Frunze | Wiktor Zaporoże      | 27  | Wołodymyr Wanin (Sirius Żółte Wody)                                                                       | 18 klubów |
| Tretia liha (ukr. Третя ліга)         |     |   |   |   |                          |                  |                      |     | |           |
| 1994/95                               |     |   |   | 1 | CSKA Kijów               | Nywa Mironówka   | Chutrowyk Tyśmienica | 24  | Wiktor Pobiehajew (Systema-Boreks Borodzianka), Mykola Kowalczuk (CSKA Kijów)                             | 16 klubów |

## Skład ligi w sezonie 1992/93
W sezonie 1992/93 uczestniczyło 18 zespołów. 6 kluby awansowało do Druhiej Lihi, i 6 spadło do Amatorskiej Lihi.
Perechidna Liha
- Antracyt Kirowskie
- Awanhard Żydaczów
- Dynamo Łuhańsk
- Ełektron Romny
- Fetrowyk Chust
- Frunzeneć Frunze
- Łysonia Brzeżany
- More Teodozja
- Naftochimik Krzemieńczuk
- Nywa-Borysfen Mironówka
- Olimpik Charków
- Prometej Dnieprodzierżyńsk
- Prometej Szachtarsk
- Promiń Wola Baraniecka
- Siłur Charcyzk
- Szachtar Gorłówka
- Torpedo Melitopol
- Wojkoweć Kercz

## Skład ligi w sezonie 1993/94
W sezonie 1993/94 uczestniczyło 18 zespołów. 4 kluby awansowały do Druhiej Lihi, a 6 spadły do Amatorskiej Lihi.
Perechidna Liha
- Awanhard Żydaczów
- Beskyd Nadwórna
- Chutrowyk Tyśmienica
- CSK ZSU Kijów
- Ełektron Romny
- Fetrowyk Chust
- FK Lwów
- Frunzeneć Saki
- Hart Borodzianka
- Medyk Morszyn
- Nywa Mironówka
- Oskił Kupiańsk
- Promiń Sambor
- Siłur Charcyzk
- Sirius Żółte Wody
- Suroż Sudak
- Torpedo Melitopol
- Wiktor Zaporoże

## Skład ligi w sezonie 1994/95
W sezonie 1994/95 uczestniczyło 22 zespołów. 16 kluby awansowało do Druhiej Lihi, a 6 spadło do Amatorskiej Lihi. Od następnego sezonu Tretia Liha została zlikwidowana.
Tretia Liha
- Adwis Chmielnicki
- Awanhard Żydaczów
- Awanhard-Industrija Roweńky
- CSKA Kijów
- Chutrowyk Tyśmienica
- Dnister Zaleszczyki
- Dnistroweć Białogród nad Dniestrem
- Fetrowyk Chust
- Keramik Baranówka
- Łada Czerniowce
- Metałurh Nowomoskowsk
- Nywa Mironówka
- Oskił Kupiańsk
- Schid Sławutycz
- Skify-LAZ Lwów
- Suła Łubnie
- Systema-Boreks Borodzianka
- Szachtar Gorłówka
- Szachtar Stachanow
- Tawrija Nowotrojićke
- Torpedo Melitopol
- Wahonobudiwnyk Krzemieńczuk

## Uczestnicy
Są 41 zespołów, które wzięli udział w 3 sezonach Trzeciej ligi Ukrainy, które były prowadzone od sezonu 1992/93 aż do 1994/95 łącznie. Żaden z zespołów nie był zawsze obecne w każdej edycji.
- 3 razy: Awanhard Ż., Fetrowyk, Nywa M., Torpedo M.,
- 2 razy: Chutrowyk, CSKA, Ełektron, Frunzeneć S., Oskił, Promiń S., Siłur, Systema-Boreks, Szachtar G.
- 1 raz: Adwis, Antracyt K., Awanhard-Industrija, Beskyd, Dnister Z., Dnistroweć, Dynamo Ł., Keramik, FK Lwów, Łada, Łysonia, Medyk M., Metałurh N., More T., Naftochimik K., Olimpik Ch., Prometej Dn., Prometej Sz., Schid, Sirius, Skify-LAZ, Suła, Suroż, Szachtar St., Tawrija N., Wahonobudiwnyk, Wiktor, Wojkoweć